# نهنگ (فیلم ۲۰۱۱)
نهنگ (انگلیسی: The Whale) یک فیلم مستند است که در سال ۲۰۱۱ منتشر شد.